# Flaming Telepaths
Flaming Telepaths è un singolo  dei Blue Öyster Cult.

## Il brano
La voce principale è stata eseguita da Eric Bloom. Il testo della canzone, scritto da Sandy Pearlman che parla di un veleno che viene iniettato nel cuore e nella mente delle persone, allude metaforicamente alla corruzione, in quanto la società stessa a porre in atto il sistema affinché essa stessa si diffonda e continui a esistere.   

## Nella cultura di massa
La canzone è inserita tra quelle del videogioco Guitar Hero V. 